# SN 2011jo
SN 2011jo – supernowa typu II P, odkryta 22 grudnia 2011 roku w galaktyce NGC 10. W momencie odkrycia, miała maksymalną jasność 18m.